# Obertoggenburg

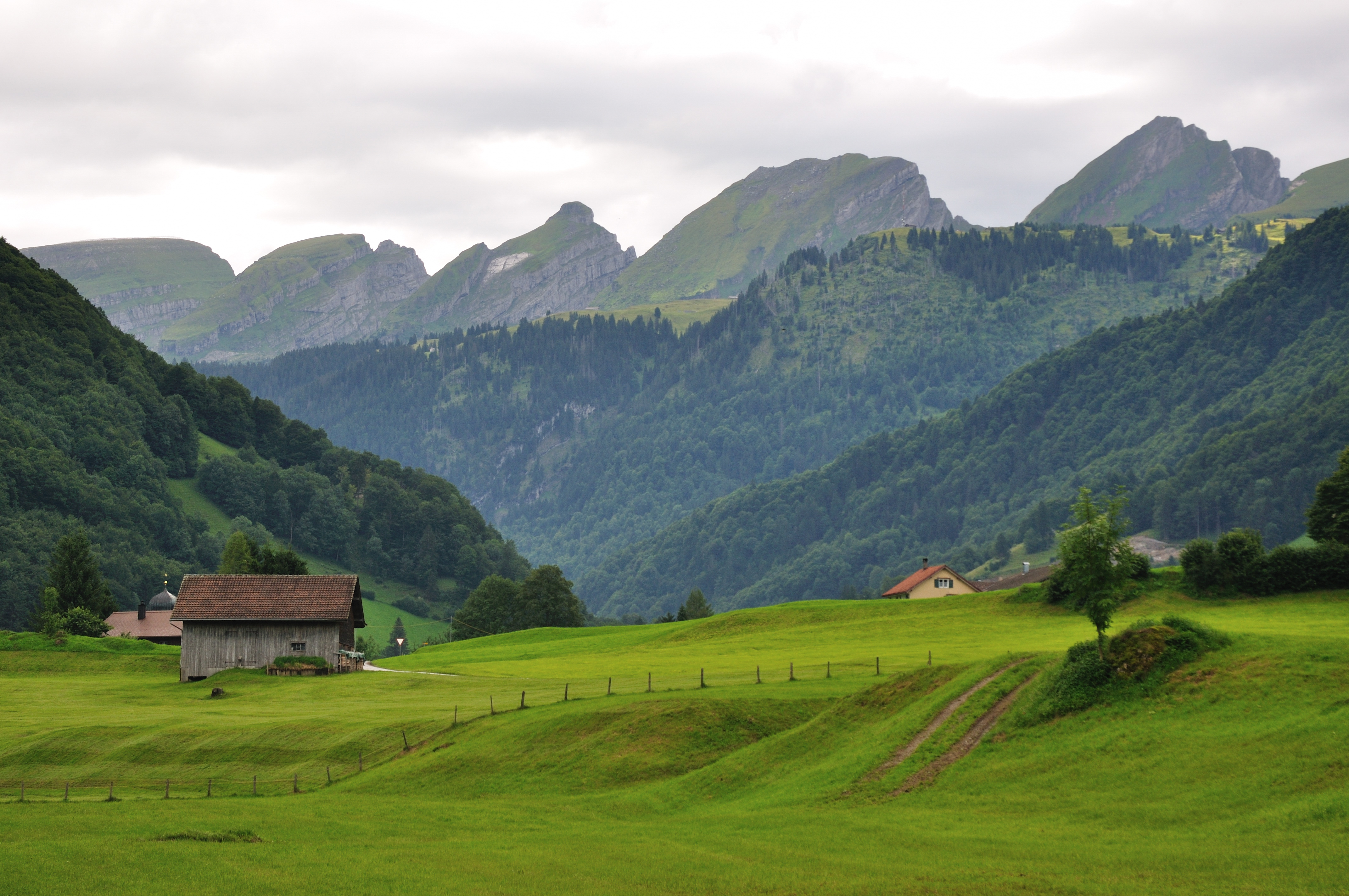
Die Churfirsten gelten als Wahrzeichen des Obertoggenburgs.

Das Obertoggenburg ist eine Subregion im Toggenburg in der Ostschweiz mit den Gemeinden Wildhaus-Alt St. Johann und Nesslau. Es ist vor allem dank der Wintersportorte Wildhaus, Unterwasser und Alt St. Johann mit dem Skigebiet Toggenburg bekannt. Wichtigstes Sommerangebot ist der Klangweg, ein Themenwanderweg mit sogenannten Klangstationen.
Zwischen 1803 und 1831 war das Obertoggenburg Teil des Bezirks Oberes Toggenburg. 1831 wurden die Kreise Alt St. Johann, Nesslau, Ebnat des vormaligen Bezirks dem neu gegründeten Bezirk Obertoggenburg überführt, das von 1831 bis Ende 2002 eine Verwaltungseinheit des Kantons St. Gallen war. Seit 2003 ist er ein Teil des Wahlkreises Toggenburg.

## Die Gemeinden des ehemaligen Bezirks Obertoggenburg
| Wappen         | Gemeindename   | PLZ       | Einwohner (31. Dezember 2023) | Fläche in km² | Einwohner pro km² |
| -------------- | -------------- | --------- | ----------------------------- | ------------- | ----------------- |
| Alt St. Johann | Alt St. Johann | 9656      | 1927                          | 53,01         | 36                |
| Ebnat-Kappel   | Ebnat-Kappel   | 9642      | 5092                          | 43,55         | 117               |
| Krummenau      | Krummenau      | 9643      | 1903                          | 42,41         | 45                |
| Nesslau        | Nesslau        | 9650      | 2233                          | 38,22         | 58                |
| Stein          | Stein          | 9655      | 760                           | 12,21         | 62                |
| Wildhaus       | Wildhaus       | 9658      | 1215                          | 34,65         | 35                |
| Total (6)      | Total (6)      | Total (6) | 13’017                        | 224,05        | 58                |

Das Bundesamt für Statistik führte den Bezirk Obertoggenburg unter der BFS-Nr. 1706.

## Veränderungen im Gemeindebestand

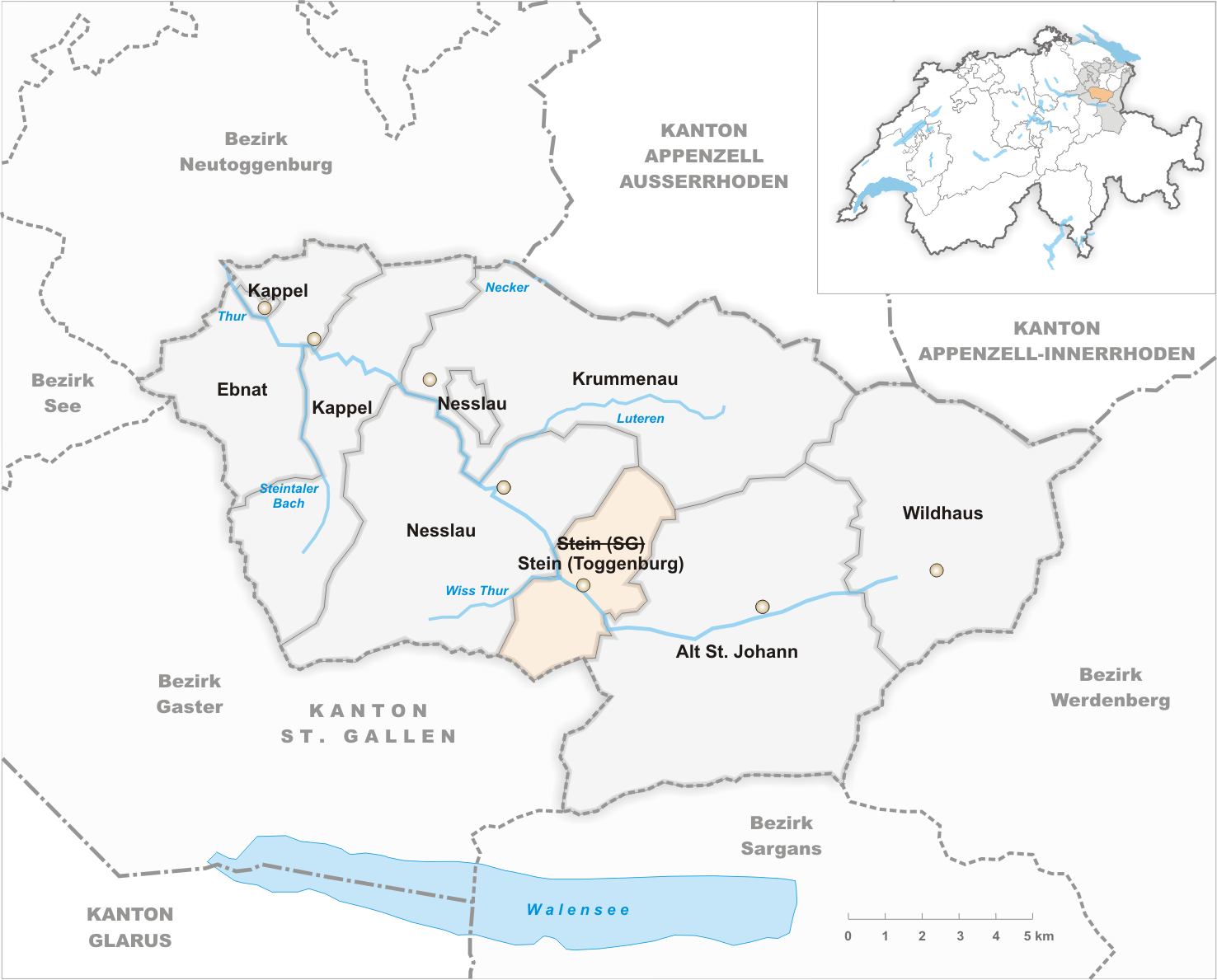
Gemeinden bis 1950
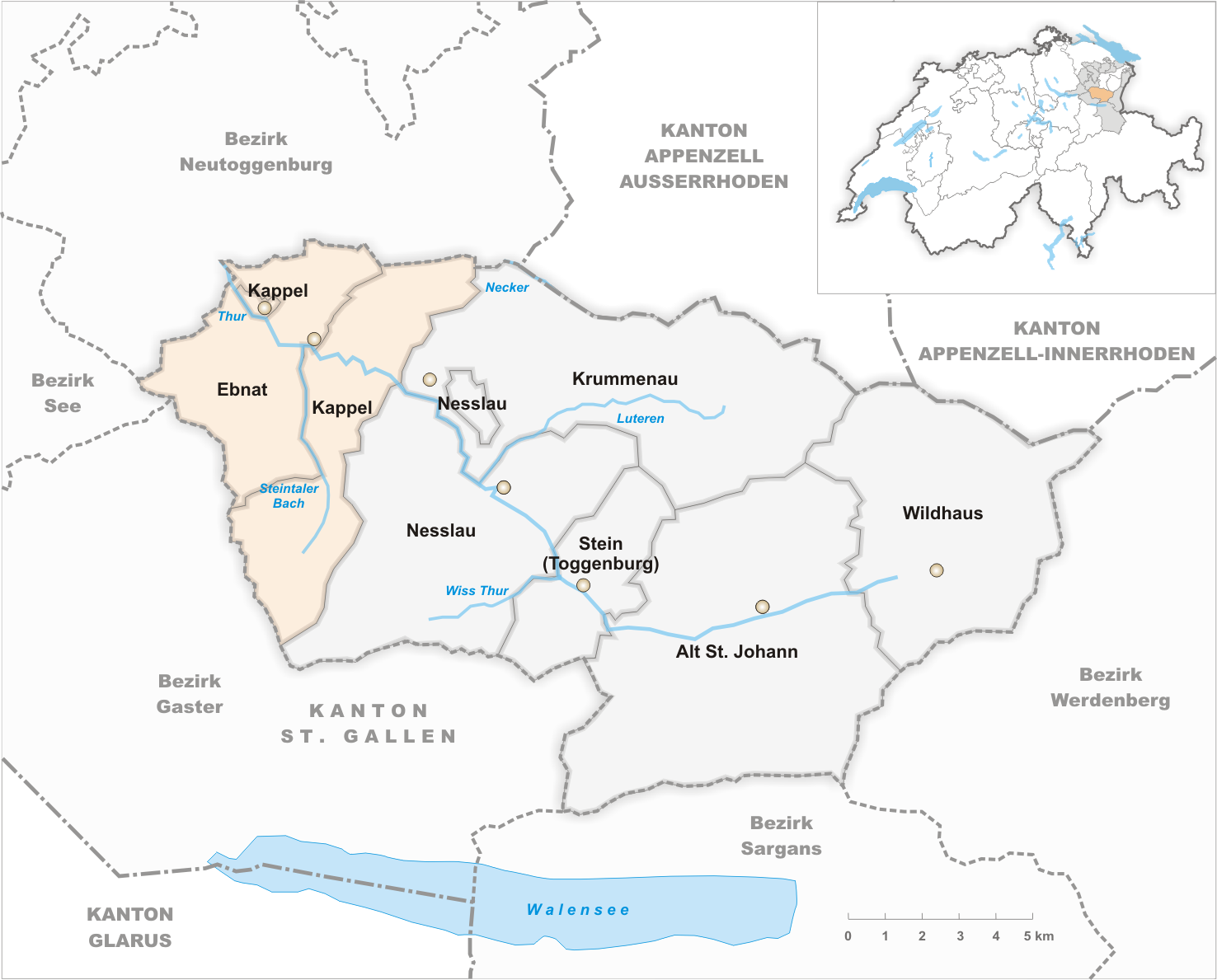
Gemeinden bis 1964
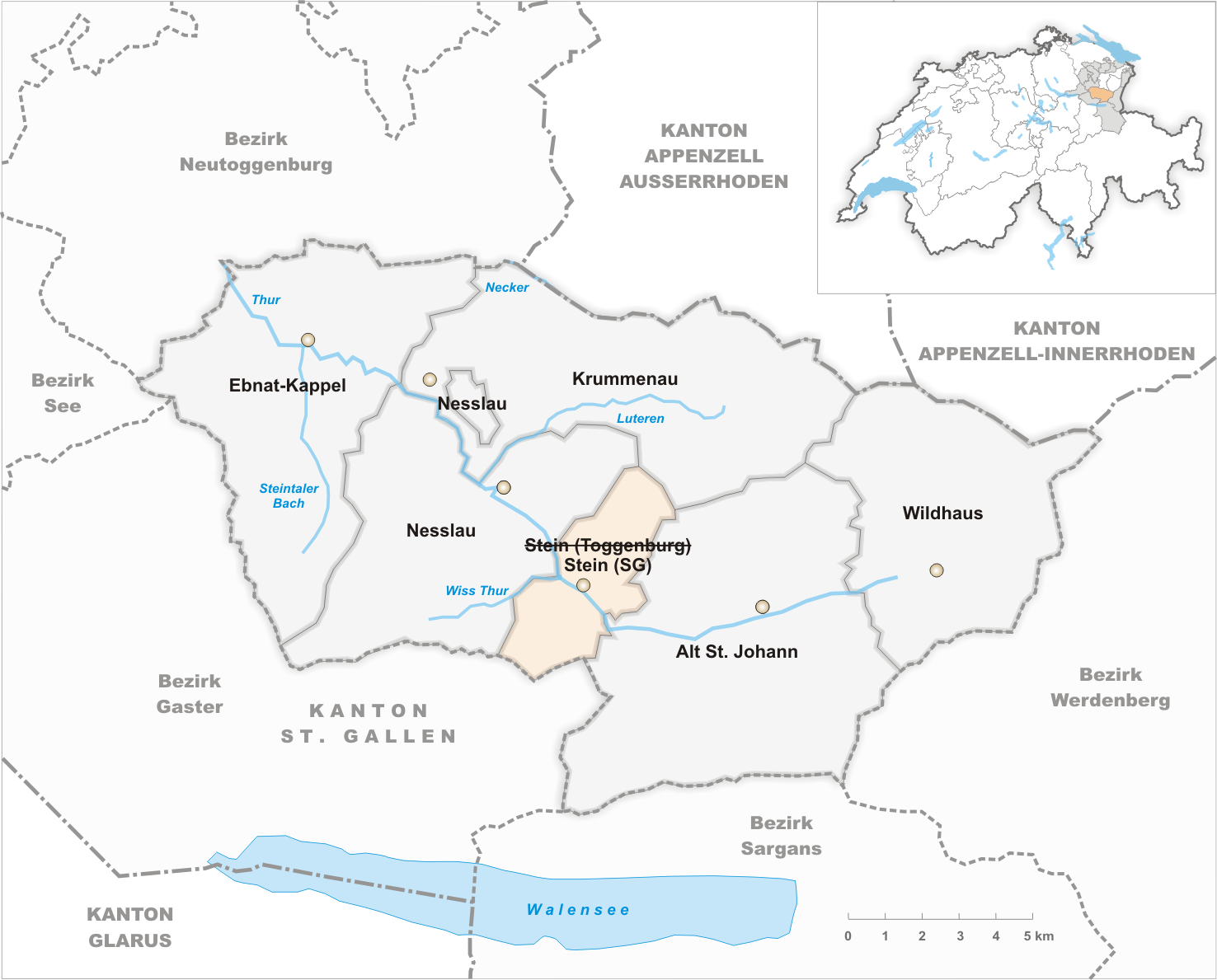
Gemeinden bis 1993

- 1951: Namensänderung von Stein (SG) → Stein (Toggenburg)
- 1965: Fusion Ebnat und Kappel → Ebnat-Kappel
- 1994: Namensänderung von Stein (Toggenburg) → Stein (SG)